# Anastasija Pavljoetsjenkova
| jaar | rang enkelspel | rang dubbelspel |
| ---- | -------------- | --------------- |
| 2006 | 402            | 209             |
| 2007 | 281            | 194             |
| 2008 | 45             | 85              |
| 2009 | 41             | 83              |
| 2010 | 21             | 76              |
| 2011 | 16             | 61              |
| 2012 | 36             | 60              |
| 2013 | 26             | 21              |
| 2014 | 25             | 33              |
| 2015 | 28             | 27              |
| 2016 | 28             | 98              |
| 2017 | 15             | 51              |
| 2018 | 42             | 55              |
| 2019 | 30             | 112             |
| 2020 | 38             | 103             |
| 2021 | 11             | 105             |
| 2022 | 367            | 84              |

Anastasija Sergejevna Pavljoetsjenkova (Russisch: Анастаси́я Серге́евна Павлюче́нкова) (Samara, 3 juli 1991) is een professioneel tennisspeelster uit Rusland. Pavljoetsjenkova speelt rechtshandig en heeft een tweehandige backhand.

## Loopbaan

### Algemeen
Pavljoetsjenkova wordt gecoacht door haar vader, Sergej Pavljoetsjenkov. Zij speelt het liefst vanaf de baseline met als favoriete slagen de forehand langs de lijn, backhand cross en de opslag. Haar favoriete ondergronden zijn gravel en hardcourt. Zij maakte voor het eerst kennis met het tennis toen zij zes jaar was.

### Junioren
Anastasija Pavljoetsjenkova won in haar juniorcarrière drie grandslamtitels. Haar eerste titel behaalde zij in Australië, bij het Australian Open 2006. In de finale van dat toernooi versloeg zij Caroline Wozniacki. In 2007 prolongeerde zij deze titel en won zij de finale van Madison Brengle. Haar derde titel pakte zij op het US Open 2006, waar zij won van Tamira Paszek uit Oostenrijk. Eén keer was zij verliezend finaliste, op Roland Garros 2006, waar zij in de finale verloor van Agnieszka Radwańska.
Niet alleen in het enkelspel was Pavljoetsjenkova succesvol. In het dubbelspel pakte zij ook vijf titels. Zij won het Australian Open en Roland Garros 2006 (beide met Sharon Fichman), Wimbledon 2006 (met Alisa Klejbanova) en Wimbledon 2007 (met Urszula Radwańska).

### Volwassenen

#### Enkelspel
Pavljoetsjenkova debuteerde in december 2005 op het ITF-toernooi van Valašské Meziříčí (Tsjechië). Zij stond in mei 2006 voor het eerst in een finale, op het ITF-toernooi van Casale (Italië) – hier veroverde zij haar eerste titel, door de Italiaanse Stefania Chieppa te verslaan. In totaal won zij vijf ITF-titels, de laatste in 2008 in Bratislava (Slowakije), waar zij Michaëlla Krajicek in de finale versloeg.
In 2006 nam Pavljoetsjenkova voor het eerst deel aan een WTA-toernooi, op het toernooi van Moskou. Zij strandde in de eerste ronde. Zij stond in 2010 voor het eerst in een WTA-finale, op het toernooi van Monterrey – hier veroverde zij haar eerste titel, door de Slowaakse Daniela Hantuchová te verslaan. Tot op heden(juli 2023) won zij twaalf WTA-titels.
Haar beste resultaat op de grandslamtoernooien is het bereiken van de finale, op Roland Garros in 2021. Pas bij deze, haar 52e, grandslamdeelname kwam zij voorbij de kwartfinale. Haar hoogste positie op de WTA-ranglijst is de elfde plaats, die zij bereikte in november 2021.

#### Dubbelspel
Pavljoetsjenkova was in het dubbelspel minder actief dan in het enkelspel. Zij debuteerde in 2005 op het ITF-toernooi van Valašské Meziříčí (Tsjechië) samen met landgenote Jevgenia Grebenjoek. Zij stond in 2006 voor het eerst in een finale, op het ITF-toernooi van Sint-Petersburg (Rusland), samen met landgenote Yulia Solonitskaya – hier veroverde zij haar eerste titel, door Joelija Bejhelzymer en Alla Koedrjavtseva te verslaan. In totaal won zij acht ITF-titels, de laatste in 2008 in Torhout (België).
In 2006 speelde Pavljoetsjenkova voor het eerst op een WTA-hoofdtoernooi, op het toernooi van Moskou, samen met landgenote Alisa Klejbanova. Zij bereikten er de kwartfinale. Zij stond in 2008 voor het eerst in een WTA-finale, op het toernooi van Fez, samen met de Roemeense Sorana Cîrstea – hier veroverde zij haar eerste titel, door de Russinnen Alisa Klejbanova en Jekaterina Makarova te verslaan. Tot op heden(juli 2023) won zij zes WTA-titels.
Haar beste resultaat op de grandslamtoernooien is het bereiken van de kwartfinale. Haar hoogste positie op de WTA-ranglijst is de 21e plaats, die zij bereikte in september 2013.

##### Gemengd dubbelspel
In de periode 2010–2019 speelde Pavljoetsjenkova incidenteel op de grandslamtoernooien, maar wist daar nooit een partij te winnen. In 2021 won zij evenwel de gouden medaille op de Olympische spelen van 2020 in Tokio, aan de zijde van Andrej Roebljov – in de finale versloegen zij hun landgenoten Jelena Vesnina en Aslan Karatsev in de match-tiebreak.

#### Tennis in teamverband
In de periode 2009–2021 maakte Pavljoetsjenkova deel uit van het Russische Fed Cup-team – zij behaalde daar een winst/verlies-balans van 16–12. Tweemaal stond zij in de finale van Wereldgroep I, in 2011 en 2015 – beide keren waren de Tsjechische dames te sterk. In 2021, tijdens haar derde finale in de Wereldgroep, gingen zij met de beker naar huis – in de eindstrijd versloegen zij de Zwitserse dames.

## Palmares
| Legenda                 |
| ----------------------- |
| Grandslamtoernooi       |
| Olympische Spelen       |
| Year-End Championships  |
| Premier Mandatory       |
| Premier Five / WTA 1000 |
| Premier / WTA 500       |
| International / WTA 250 |
| Challenger / WTA 125    |

### Overwinningen op een regerend nummer 1
Pavljoetsjenkova heeft tot op heden eenmaal een partij tegen een op dat ogenblik heersend leider van de wereldranglijst gewonnen (peildatum 17 juli 2023):
| nr. | datum      | toernooi      | ronde  | tegenstandster   | score         |         |
| --- | ---------- | ------------- | ------ | ---------------- | ------------- | ------- |
| 1.  | 2017-04-09 | WTA Monterrey | finale | Angelique Kerber | 6-4, 2-6, 6-1 | details |

### WTA-finaleplaatsen enkelspel
| nr.              | finale     | toernooi          | ondergrond    | tegenstandster       | score         |         |
| ---------------- | ---------- | ----------------- | ------------- | -------------------- | ------------- | ------- |
| gewonnen finales |            |                   |               |                      |               |         |
| 01.              | 2010-03-07 | WTA Monterrey     | hardcourt     | Daniela Hantuchová   | 1-6, 6-1, 6-0 | details |
| 02.              | 2010-08-01 | WTA Istanbul      | hardcourt     | Jelena Vesnina       | 5-7, 7-5, 6-4 | details |
| 03.              | 2011-03-06 | WTA Monterrey     | hardcourt     | Jelena Janković      | 2-6, 6-2, 6-3 | details |
| 04.              | 2013-04-07 | WTA Monterrey     | hardcourt     | Angelique Kerber     | 4-6, 6-2, 6-4 | details |
| 05.              | 2013-05-04 | WTA Oeiras        | gravel        | Carla Suárez Navarro | 7-5, 6-2      | details |
| 06.              | 2014-02-02 | WTA Parijs        | hardcourt (i) | Sara Errani          | 3-6, 6-2, 6-3 | details |
| 07.              | 2014-10-19 | WTA Moskou        | hardcourt (i) | Irina-Camelia Begu   | 6-4, 5-7, 6-1 | details |
| 08.              | 2015-10-18 | WTA Linz          | hardcourt (i) | Anna-Lena Friedsam   | 6-4, 6-3      | details |
| 09.              | 2017-04-09 | WTA Monterrey     | hardcourt     | Angelique Kerber     | 6-4, 2-6, 6-1 | details |
| 10.              | 2017-05-06 | WTA Rabat         | gravel        | Francesca Schiavone  | 7-5, 7-5      | details |
| 11.              | 2017-10-15 | WTA Hongkong      | hardcourt     | Darja Gavrilova      | 5-7, 6-3, 7-6 | details |
| 12.              | 2018-05-26 | WTA Straatsburg   | gravel        | Dominika Cibulková   | 6-7, 7-6, 7-6 | details |
| verloren finales |            |                   |               |                      |               |         |
| 01.              | 2012-08-04 | WTA Washington    | hardcourt     | Magdaléna Rybáriková | 1-6, 1-6      | details |
| 02.              | 2013-01-05 | WTA Brisbane      | hardcourt     | Serena Williams      | 2-6, 1-6      | details |
| 03.              | 2013-09-22 | WTA Seoel         | hardcourt     | Agnieszka Radwańska  | 7-6, 3-6, 4-6 | details |
| 04.              | 2015-08-09 | WTA Washington    | hardcourt     | Sloane Stephens      | 1-6, 2-6      | details |
| 05.              | 2015-10-24 | WTA Moskou        | hardcourt (i) | Svetlana Koeznetsova | 2-6, 1-6      | details |
| 06.              | 2017-09-24 | WTA Tokio         | hardcourt     | Caroline Wozniacki   | 0-6, 5-7      | details |
| 07.              | 2019-09-22 | WTA Osaka         | hardcourt     | Naomi Osaka          | 2-6, 3-6      | details |
| 08.              | 2019-10-20 | WTA Moskou        | hardcourt (i) | Belinda Bencic       | 6-3, 1-6, 1-6 | details |
| 09.              | 2021-06-12 | Roland Garros     | gravel        | Barbora Krejčíková   | 1-6, 6-2, 4-6 | details |
| 10.              | 2023-07-16 | WTA Contrexéville | gravel        | Arantxa Rus          | 3-6, 3-6      | details |

### WTA-finaleplaatsen vrouwendubbelspel
| nr.              | finale     | toernooi       | ondergrond | partner               | tegenstandsters                            | score            |         |
| ---------------- | ---------- | -------------- | ---------- | --------------------- | ------------------------------------------ | ---------------- | ------- |
| gewonnen finales |            |                |            |                       |                                            |                  |         |
| 01.              | 2008-05-04 | WTA Fez        | gravel     | Sorana Cîrstea        | Alisa Klejbanova Jekaterina Makarova       | 6-2, 6-2         | details |
| 02.              | 2011-01-08 | WTA Brisbane   | hardcourt  | Alisa Klejbanova      | Klaudia Jans Alicja Rosolska               | 6-3, 7-5         | details |
| 03.              | 2012-04-08 | WTA Charleston | gravel     | Lucie Šafářová        | Anabel Medina Garrigues Jaroslava Sjvedova | 5-7, 6-4, [10-6] | details |
| 04.              | 2013-05-12 | WTA Madrid     | gravel     | Lucie Šafářová        | Cara Black Marina Erakovic                 | 6-2, 6-4         | details |
| 05.              | 2017-01-13 | WTA Sydney     | hardcourt  | Tímea Babos           | Sania Mirza Barbora Strýcová               | 6-4, 6-4         | details |
| 06.              | 2022-05-15 | WTA Rome       | gravel     | Veronika Koedermetova | Gabriela Dabrowski Giuliana Olmos          | 1-6, 6-4, [10-7] | details |
| verloren finales |            |                |            |                       |                                            |                  |         |
| 1.               | 2008-07-13 | WTA Palermo    | gravel     | Alla Koedrjavtseva    | Sara Errani Nuria Llagostera Vives         | 6-2, 6-7, [4-10] | details |
| 2.               | 2015-06-14 | WTA Rosmalen   | gras       | Jelena Janković       | Asia Muhammad Laura Siegemund              | 3-6, 5-7         | details |
| 3.               | 2019-04-28 | WTA Stuttgart  | gravel (i) | Lucie Šafářová        | Mona Barthel Anna-Lena Friedsam            | 6-2, 3-6, [6-10] | details |
| 4.               | 2023-01-13 | WTA Adelaide   | hardcourt  | Jelena Rybakina       | Luisa Stefani Taylor Townsend              | 5-7, 6-7         | details |

### Finaleplaatsen gemengd dubbelspel
| nr.              | finale     | toernooi   | ondergrond | partner         | tegenstanders                 | score             |         |
| ---------------- | ---------- | ---------- | ---------- | --------------- | ----------------------------- | ----------------- | ------- |
| gewonnen finales |            |            |            |                 |                               |                   |         |
| 1.               | 2021-08-01 | O.S. Tokio | hardcourt  | Andrej Roebljov | Jelena Vesnina Aslan Karatsev | 6-3, 6-7, [13-11] | details |
| verloren finales |            |            |            |                 |                               |                   |         |
| geen             |            |            |            |                 |                               |                   |         |

### Gewonnen ITF-toernooien enkelspel
| nr. | finale     | toernooi   | ondergrond    | dotatie   | tegenstandster in finale | score         |
| --- | ---------- | ---------- | ------------- | --------- | ------------------------ | ------------- |
| 1.  | 2006-05-13 | Casale     | gravel        | $ 10.000  | Stefania Chieppa         | 3-6, 6-3, 6-4 |
| 2.  | 2008-03-09 | Minsk      | tapijt (i)    | $ 25.000  | Nikola Fraňková          | 6-0, 6-1      |
| 3.  | 2008-03-30 | Moskou     | hardcourt (i) | $ 25.000  | Katsjarina Dzehalevitsj  | 6-0, 6-2      |
| 4.  | 2008-10-26 | Poitiers   | hardcourt (i) | $ 100.000 | Julie Coin               | 6-4, 6-3      |
| 5.  | 2008-11-02 | Bratislava | hardcourt (i) | $ 100.000 | Michaëlla Krajicek       | 6-3, 6-1      |

### Gewonnen ITF-toernooien dubbelspel
| nr. | finale     | toernooi        | ondergrond    | dotatie   | partner            | tegenstandsters in finale                 | score            |
| --- | ---------- | --------------- | ------------- | --------- | ------------------ | ----------------------------------------- | ---------------- |
| 1.  | 2006-03-25 | Sint-Petersburg | hardcourt (i) | $ 25.000  | Yulia Solonitskaya | Joelija Bejhelzymer Alla Koedrjavtseva    | 6-1, 6-4         |
| 2.  | 2006-10-29 | Podolsk         | hardcourt (i) | $ 25.000  | Jevgenia Rodina    | Vasilisa Davydova Katsjarina Dzehalevitsj | 6-1, 6-2         |
| 3.  | 2007-07-29 | Les Contamines  | hardcourt     | $ 25.000  | Yanina Wickmayer   | Petra Cetkovská Sandra Záhlavová          | walk-over        |
| 4.  | 2007-11-10 | Minsk           | hardcourt (i) | $ 50.000  | Alla Koedrjavtseva | Jekaterina Ivanova Vesna Manasieva        | 6-0, 6-2         |
| 5.  | 2007-11-25 | Poitiers        | hardcourt (i) | $ 100.000 | Alla Koedrjavtseva | Klaudia Jans Alicja Rosolska              | 2-6, 6-4, [10-1] |
| 6.  | 2008-03-21 | Sint-Petersburg | hardcourt (i) | $ 25.000  | Nikola Fraňková    | Nina Brattsjikova Vasilisa Davydova       | 6-2, 6-2         |
| 7.  | 2008-03-29 | Moskou          | hardcourt (i) | $ 25.000  | Nikola Fraňková    | Marina Sjamajko Sofia Sjapatava           | 6-3, 6-2         |
| 8.  | 2008-04-06 | Torhout         | hardcourt (i) | $ 75.000  | Yanina Wickmayer   | Stéphanie Cohen-Aloro Selima Sfar         | 6-4, 4-6, [10-8] |

### Gewonnen juniorentoernooien enkelspel
| nr. | datum      | toernooi                                        | categorie | tegenstandster       | score         |
| --- | ---------- | ----------------------------------------------- | --------- | -------------------- | ------------- |
| 01. | 2004-03-23 | Trofeul D Sturdza                               | 4         | Ksenia Tokareva      | 7-6, 6-3      |
| 02. | 2004-08-22 | Mera Cup                                        | 4         | Urszula Radwańska    | 6-4, 2-6, 6-4 |
| 03. | 2004-11-06 | TATS Open                                       | 4         | Elina Hasanova       | 6-3, 6-1      |
| 04. | 2005-01-30 | Czech International Junior Indoor Championships | 1         | Agnieszka Radwańska  | 6-3, 6-4      |
| 05. | 2005-07-30 | BMW Junior Open                                 | 2         | Anastasia Pivovarova | 6-2, 6-4      |
| 06. | 2006-01-11 | Loy Yang Power Traralgon International          | 1         | Corinna Dentoni      | 6-1, 7-5      |
| 07. | 2006-01-21 | Optus Nottinghill International                 | 1         | Sorana Cîrstea       | 6-3, 6-4      |
| 08. | 2006-03-23 | Australian Open                                 | A         | Caroline Wozniacki   | 1-6, 6-2, 6-3 |
| 09. | 2006-03-23 | Citta' Di Santa Croce                           | 1         | Ksenia Palkina       | 7-5, 6-0      |
| 10. | 2006-08-25 | US International Hardcourt Championships        | 3         | Gail Brodsky         | 6-2, 6-3      |
| 11. | 2006-09-10 | US Open                                         | A         | Tamira Paszek        | 3-6, 6-4, 7-5 |
| 12. | 2007-01-27 | Australian Open                                 | A         | Madison Brengle      | 7-6, 7-6      |
| 13. | 2007-04-14 | Cap-d'Ail Junior Open                           | 2         | Charlotte Rodier     | 6-2, 6-1      |

## Resultaten grote toernooien
| Legenda | Legenda                          |
| ------- | -------------------------------- |
| g.t.    | geen toernooi gehouden           |
| l.c.    | lagere categorie                 |
| –       | niet deelgenomen                 |
| G       | uitgeschakeld in de groepsfase   |
| 1R      | uitgeschakeld in de eerste ronde |
| 2R      | uitgeschakeld in de tweede ronde |
| 3R      | uitgeschakeld in de derde ronde  |
| 4R      | uitgeschakeld in de vierde ronde |
| KF      | uitgeschakeld in de kwartfinale  |
| HF      | uitgeschakeld in de halve finale |
| F       | de finale verloren               |
| W       | het toernooi gewonnen            |
| w-v     | winst/verlies-balans             |

### Enkelspel
| toernooi            | 2007 | 2008 | 2009 | 2010 | 2011 | 2012 | 2013 | 2014 | 2015 | 2016 | 2017 | 2018 | 2019 | 2020 | 2021 | 2022 | 2023 |
| ------------------- | ---- | ---- | ---- | ---- | ---- | ---- | ---- | ---- | ---- | ---- | ---- | ---- | ---- | ---- | ---- | ---- | ---- |
| grandslamtoernooien |      |      |      |      |      |      |      |      |      |      |      |      |      |      |      |      |      |
| Australian Open     | –    | –    | 1R   | 2R   | 3R   | 2R   | 1R   | 3R   | 1R   | 1R   | KF   | 2R   | KF   | KF   | 1R   | 3R   | 1R   |
| Roland Garros       | –    | 2R   | 3R   | 3R   | KF   | 3R   | 2R   | 2R   | 1R   | 3R   | 2R   | 2R   | 1R   | 2R   | F    | –    | KF   |
| Wimbledon           | 1R   | 3R   | 2R   | 3R   | 2R   | 2R   | 1R   | 1R   | 2R   | KF   | 1R   | 1R   | 1R   | g.t. | 3R   | –    | –    |
| US Open             | –    | 2R   | 1R   | 4R   | KF   | 2R   | 3R   | 2R   | 2R   | 3R   | 1R   | 1R   | 2R   | –    | 4R   | –    |      |
| WTA 1000            |      |      |      |      |      |      |      |      |      |      |      |      |      |      |      |      |      |
| Indian Wells        | –    | –    | HF   | 3R   | 3R   | 2R   | 2R   | 3R   | 3R   | 2R   | KF   | 2R   | 2R   | g.t. | 3R   | –    |      |
| Miami               | –    | –    | 2R   | 4R   | 4R   | 2R   | 2R   | 2R   | 2R   | 2R   | 3R   | 3R   | 2R   | g.t. | 2R   | –    |      |
| Madrid              | l.c. | l.c. | 1R   | 2R   | KF   | 2R   | 1R   | 3R   | 3R   | 3R   | 1R   | 1R   | 1R   | g.t. | HF   | 1R   |      |
| Peking              | l.c. | l.c. | KF   | 1R   | KF   | 1R   | 1R   | 1R   | KF   | 1R   | 2R   | 1R   | 2R   | g.t. | g.t. | g.t. |      |
| Dubai/Doha          | –    | –    | 2R   | KF   | 1R   | 1R   | –    | 2R   | 1R   | –    | 1R   | 1R   | 1R   | –    | 1R   | –    |      |
| Rome                | –    | –    | –    | 1R   | 3R   | 2R   | 1R   | 1R   | 2R   | 1R   | 3R   | 1R   | 1R   | 2R   | –    | 1R   |      |
| Montréal/Toronto    | –    | –    | –    | 1R   | 1R   | 1R   | 2R   | 1R   | –    | KF   | 2R   | 2R   | 2R   | g.t. | 2R   | –    |      |
| Cincinnati          | l.c. | l.c. | –    | HF   | 1R   | KF   | 1R   | 3R   | KF   | 3R   | 1R   | 2R   | –    | –    | –    | –    |      |
| Tokio/Wuhan         | –    | –    | 3R   | 3R   | 2R   | 2R   | 1R   | 2R   | 2R   | 1R   | 1R   | KF   | 1R   | g.t. | g.t. | g.t. |      |
| olympisch           |      |      |      |      |      |      |      |      |      |      |      |      |      |      |      |      |      |
| Olympische Spelen   | g.t. | –    | g.t. | g.t. | g.t. | –    | g.t. | g.t. | g.t. | 2R   | g.t. | g.t. | g.t. | g.t. | KF   | g.t. |      |
| statistieken        |      |      |      |      |      |      |      |      |      |      |      |      |      |      |      |      |      |
| titels per jaar     | 0    | 0    | 0    | 2    | 1    | 0    | 2    | 2    | 1    | 0    | 3    | 1    | 0    | 0    | 0    | 0    |      |
| eindejaarsranking   | 285  | 42   | 41   | 21   | 16   | 36   | 26   | 25   | 28   | 28   | 15   | 42   | 30   | 38   | 11   | 367  |      |

### Vrouwendubbelspel
| toernooi        | 2008 | 2009 | 2010 | 2011 | 2012 | 2013 | 2014 | 2015 | 2016 | 2017 | 2018 | 2019 | 2020 | 2021 |    | 2023 |
| --------------- | ---- | ---- | ---- | ---- | ---- | ---- | ---- | ---- | ---- | ---- | ---- | ---- | ---- | ---- | -- | ---- |
| Australian Open | –    | 1R   | 1R   | 1R   | 1R   | KF   | 1R   | 3R   | 3R   | 3R   | 1R   | 1R   | –    | 1R   | 3R |      |
| Roland Garros   | –    | 3R   | 1R   | 2R   | 1R   | KF   | 2R   | 2R   | –    | 3R   | 2R   | 1R   | 2R   | KF   | –  |      |
| Wimbledon       | –    | 2R   | 3R   | 1R   | 1R   | 1R   | KF   | 3R   | –    | –    | 1R   | –    | g.t. | 1R   | –  |      |
| US Open         | 1R   | 1R   | 2R   | 2R   | 1R   | 3R   | 2R   | KF   | –    | 3R   | KF   | 3R   | –    | –    |    |      |

### Gemengd dubbelspel
| Australian Open | –  | 1R | –  | 1R | –  |
| Roland Garros   | 1R | –  | 1R | –  | –  |
| Wimbledon       | 1R | –  | –  | –  | 1R |
| US Open         | –  | –  | –  | –  | –  |